# Eurithia shanxiensis
Eurithia shanxiensis là một loài ruồi trong họ Tachinidae.